# Веселова Олександра Михайлівна
Олександра Михайлівна Веселова (нар. Погорєльцева) (17 серпня 1939, Колотилівка—20 червня 2015, Київ) — український історик, дослідниця історії України XX століття, спеціаліст з вивчення сталінщини та українського суспільства, Голодоморів 1932—1933 та 1946–1947 років в Україні, діяльності ОУН і УПА. Заслужений працівник культури України (з 2005 року).

## Біографія
Народилася 17 серпня 1939 року в селі Колотиловці Красноярузького району Бєлгородської області. Закінчила Дніпропетровське педагогічне училище, працювала в школі. 1965 року закінчила Київський державний університет (історично-філософський факультет). У 1965–1970 роках працювала в Київському державному університеті та Президії АН УРСР. З 1970 року — молодший науковий співробітник, з 1984 року — старший науковий співробітник відділу сучасної історії України, з 1998 року — старший науковий співробітник відділу історії України 20-30-х років XX століття Інституту історії України НАН України. У 1982 році, під керівництвом доктора історичних наук А. В. Санцевича, захистила кандидатську дисертацію на тему: «Підготовка та виховання кваліфікованих кадрів робітничого класу в системі профтехосвіти УРСР (1966—1970 рр.)».
Редактор та відповідальна за випуск десяти збірників документів, свідчень очевидців голодоморів 1930-х і 1940-х років й матеріалів наукових конференцій: Голод-геноцид 1933 року в Україні: історико-політологічний аналіз соціально-демографічних та морально-психологічних наслідків (Київ, Нью-Йорк, 2000).